# NGC 3989
NGC 3989 је спирална галаксија у сазвежђу Лав која се налази на NGC листи објеката дубоког неба.
Деклинација објекта је + 25° 13' 58" а ректасцензија 11h 57m 26,6s. Привидна величина (магнитуда) објекта NGC 3989 износи 14,9 а фотографска магнитуда 15,7. NGC 3989 је још познат и под ознакама MCG 4-28-100, CGCG 127-111, KUG 1154+255, PGC 37599.